# Nihoa aussereri
Nihoa aussereri is een spinnensoort uit de familie Barychelidae. De soort komt voor in Palau.